# Diestrammena coomani
Diestrammena coomani är en insektsart som först beskrevs av Lucien Chopard 1929.  Diestrammena coomani ingår i släktet Diestrammena och familjen grottvårtbitare. Inga underarter finns listade i Catalogue of Life.